# Aksilofemoralna zaobilaznica
Aksilofemoralna zaobilaznica ili aksilofemoralni bajpas graft je metoda hirurške revaskularizacije koja se koristi kod simptomatske aortoilijaćne okluzivne bolesti, ako pacijent nema endovaskularnu opciju ili kod koga se ne može izvršiti aortofemoralnu rekonstrukcija. Uspeh plasiranja zaobilaznice (bajpasa), koji je postavljen potkožno zavisi od zdravstvenog stanja aksilarne arterije, jer samo takva zaobilaznica je kvalitetna i može obezbediti adekvatni dotok krvi u ipsilateralnu ruku i jednu ili obje noge. Ova ekstra-anatomska rekonstruktivna metoda jedna je od opcija za zbrinjavanje pacijenata koji imaju zaražene aortne graftove ili aortoenterične fistule, ili kada je iz tehnički teško izvodljiva, odnosno kod visokorizičnih bolesnika kod kojih je očekivani životni vek ograničen. Prema tome o aksillofemoralna zaobilaznica je alternativa standardnim rekonstrukcijama aortoilijačne regije kada su one kontraindikovane usled opštih ili lokalnih razloga.
Prema dosadađnjim saznanjima, procena prolaznosti zaobilaznca procjenjuju se na 40-80% do 5 godina nakon intervencije. Na stopu prolaznosti zaobilaznice utiču i karakteristike bolesti pacijenata; pa tako bolesnici sa klaudikacijama uglavnom imaju bolju prohodnost od pacijenata s kritičnom ishemijom udova (CLI).

## Istorija
Vaskularna hirurgija doživljava nagli razvoj nakon što je pravu revoluciju 1960. godine izazvao Debejki uvođenjem u upotrebu Dakron grafta, koji je i danas u upotrebi.
Аksilofemoralni bajpas prvi su uspešno izveli Blejzdel i Hol 1962. godine, na tri pacijenta sa visokim hirurškim rizikom i obostranom okluzivnom bolešću. Kod jednog od pacijenata ugradnja aksilofemoralne zaobilaznice, obavljena je samo u lokalnoj anesteziji, što se pokazalo jako korisnim kod pacijenti koji nisu mogli da podnose opštu anesteziju.
Nekoliko godina kasnije, Sauvage i Vood su 1966. prilagodili postupak ugradnje aksilofemoralne zaobilaznice pilagodili bilateralnim okluzijama i izveli prvi aksilobifemoralni bajpas (AKSbiFBG).
U Srbiji prvu takvu operaciju izveli Vujadinović i Lotina 1981. godine. 

## Opšta razmatranja
Periferna arterijska bolest (PAB) podrazumeva okluziju i/ili stenozu infrarenalne aorte i jedne ili obe ilijačne arterije a karakteriše se delimičnim ili potpunim prekidom protoka krvi kroz dotični krvni sud. Prvi simptom bolesti je klaudikacija, uz pojavu erektilne disfunkcije i odsustvo femoralnog pulsa.
Od periferne arterijske okluzivne bolesti (PAB) može oboleti 13% osoba starijih od 50 godina. PAD je ponekad „tiha bolest", i takve osobe nisu svesne da je imaju,iako kod njih ponekad može uzrokovati bol u nogama, posebno tokom hodanje. Ova vrsta simptomatske bolesti pogađa oko 5% ljudi u zapadnom svetu starosti između 55 i 74 godina.
PAB nastaje tako što masne naslage (ateroskleroza) i krvni ugrušci uzrokuju sužavanje i blokadu arterije. To dovodi do lošeg protoka krvi kroz mišiće tokokom telesne aktivnosti, što uzrokuje ozbiljne simptome bolova u mišićima tokom hodanja koji nestaju nakon odmora (u obliku privremenog šepanja; intermitentne klaudikacije...). 
U teškim slučajevima PAB mogu se pojaviti simptomi bola tokom odmora, rane na koži (ulceracije) i gangrena, a ako se ne leči, može dovesti do amputacije nogu. Osobe koje pate od PAD-a takođe imaju veći rizik za kardiovaskularne bolesti, srčani i moždani udar.

### Cilj hirurškog zahvata
Hirurška revaskularizacija je primarni način lečenja pacijenata s ozbiljnom ishemijom udova. Cilj hirurškog zahvata je zaobići blokadu u okludiranom (začepljenom) glavnom krvnom sudu i time konstrukcijom alternativnog puta obezedi protok krvi pomoću veštačkog transplantata (zaobilaznice ili bajpasa).

### Dobre i loše strane
Aksilofemoralna zabilaznica je manje traumatična od aortofemoralne zaobilaznice tokom izvođenja operacije jer ne zahteva otvaranje trbuha već se izvodi potkožno. To je zato što za ovu zaobilaznicu koristi plastični (dakronski) graft (cevčica) koja potkožno plasirana povezuje femoralne arterije u nogama sa aksilarnom (pazušnom) arterijom ramenog pojasa. Međutim, graft korišten u ovom postupku je značajno duži što stvara veći rizik za njegovo začepljenje, infekciju i druge komplikacije jer putuje na veću udaljenost i jer aksilarna arterija nije veliki krvni sud kao aorta. Jedan od povećanog rizika za komplikacije je i taj što se graft ne nalazi duboko u tkivu i zato što je primenjeni graft značajno užeg promera od aortofemoralnog grafta.

## Indikacije
Indikacije za aksilolobifemoralni bajpas su:
- Simptomatska ishemija donjih udova (onemogućavanje klaudikacije, bola u mirovanju, gubitak tkiva), akutna ili hronična tromboza aortoilijačnog sistema
- Infekcija aortnog grafta nakon transplantacije ili protetike
- Aortoenterična fistula
- Pacijenti bez endovaskularnih opcija za lečenje njihovih ishemijskih simptoma
- Pacijenti visokog rizika sa značajnim komorbiditetima koji onemogućavaju rekonstrukciju prilivom iz aorte (kardiopulmonalne, višestruke prethodne trbušne operacije, prethodno zračenje u trbuh, trbušna stoma)
- Koortacija aorte

Monnot i saradnici kao indikaciju za primenu privremenog aksilofemoralnog bajpasa naveli su zaštitu bubrežne funkcije nakon transplantacije bubrega, u cilju sanacije aneurizme trbušne aorte.

## Kontraindikacije
Kontraindikacije za aksilofemoralni bajpas uključuju sledeća stanja:
- Bolesti aksilarnih ili subklavijalnih arterija
- Ekstremni medicinski rizici za operativni zahvat (npr neregularna acidoza u akutnoj ishemiji)

## Komplikacije
Potencijalne komplikacije aksilofemoralnog bajpasa uključuju:
- Povrede brahijalnog pleksusa
- Aksilarni sindrome (poremećaj aksilarne anastomoze)
- Tromboza transplantata
- Infekcija grafta (zaobilaznice)
- Tromboza grafta i odgođena pseudoaneurizma transplantata (mogu biti znak primarne infekcije transplantata)

## Literatura
- Priti L. Mishall, Jason D. Matakas, Keara English, Katherine Allyn, Diane Algava, Ruth A. Howe, and Sherry A. Downie (2016). „Axillobifemoral bypass: a brief surgical and historical review”. Einstein J Biol Med. 31 (1-2): 6—10..

## Spoljašnje veze
|  | Molimo Vas, obratite pažnju na važno upozorenje u vezi sa temama iz oblasti medicine (zdravlja). |